# Edivaldo Motta
Edivaldo Fernandes Motta (Patos, 11 de julho de 1939 - São José de Espinharas, 12 de julho de 1992) foi um político brasileiro.

## Biografia
Filho de Miguel Fernandes Mota e Josefa Silva Mota, fez o curso primário no Ginasio Diocesano e o ginasial em Vitória de Santo Antão, Estado de Pernambuco. Casou em 06 de dezembro de 1958, com Francisca Gomes Araújo Motta, natural de Catolé do Rocha.
Edivaldo e Francisca Mota, que começaram a vida conjugal em uma bicicleta, fiscalizando as construções financiadas por Dona Zefinha, mãe dele e sogra dela, teriam na atividade política uma grande identificação a partir de 1963, quando ele foi eleito vereador e assumiu a Secretaria Geral da Prefeitura. Na sequência se elegeu em 1967, deputado estadual e, em 1968, disputou o cargo de prefeito de Patos, ficando na terceira colocação e decidindo-se por continuar no legislativo.
Em 1983, Edivaldo concluiu o Bacharelado em Direito, no Instituto Paraibano de Educação - IPE, em João Pessoa. Depois de cinco mandatos na Assembleia Legislativa da Paraíba, onde foi líder do Partido Popular e PMDB, decide disputar a candidatura de deputado federal constituinte, passando a atuar no Congresso Nacional. No transcurso de sua vida pública, foi um dos grandes responsáveis pelo surgimento de novas lideranças, a exemplo de Rivaldo Medeiros, que mais tarde acabou se transformando no seu maior adversário político. Os confrontos entre ambos marcaram a região pelo teor da agressividade. O filho de Miguel Mota jamais perdoou a traição política, dada a sua característica de reciprocidade para com os amigos. Alguns destes episódios chegaram a ocupar o lugar pitoresco na história. Edivaldo o tratava de "Lobo" e recebia em troca o adjetivo de "Louco". Quando cumpria seu segundo mandato, em Brasília, beneficiado com a licença de Zuca Moreira (convocado pelo governador Ronaldo Cunha Lima para assumir a Secretaria de Saúde), Edivaldo faleceu, em 12 de julho de 1992, aos 53 anos de idade, na Fazenda Maria Paz em São José de Espinharas, cidade vizinha a Patos, onde participava de uma vaquejada e sofreu uma parada cardíaca.